# 柯伟
柯伟（1932年12月30日—），辽宁沈阳出生，祖籍浙江台州，金属腐蚀与防护专家，中国工程院院士，现任中国科学院金属研究所研究员、博导。
柯伟长期从事疲劳及环境敏感断裂等材料失效与保护的研究。

## 履历[1]
- 1957年，毕业于北京钢铁工业学院，任职于中国科学院金属研究所。
- 1979年至1982年，公派英国国家物理实验室进修。
- 1997年，当选中国工程院院士。